# 親学推進協会
親学推進協会（おやがくすいしんきょうかい）は、日本の一般財団法人。高橋史朗が唱える「親学」を広める活動をした組織。
PHP親学研究会を母体とした。
親学はそもそもPHPの教育改革の中で「親学アドバイザー」の配置という形で提唱されたものであり、また親学の関連書の多くがPHP研究所から出版されていることから、PHPとの関係が強い。その内容は非科学的で復古主義的な情緒主義が強いとの指摘もある。
2009年設立。2022年に財団法人の資格を失い、解散。
なお、 高橋の主張・造語とは別の系列で「親学」という発想、名称が同時発生的に存在しており、自治体でいえば愛知・大分・大阪・奈良などは高橋が活動を始める前から「親学」の名前を出していたという。

## 役員
当時の構成は、当該法人のウェブページで確認することができる。

### 会長
- 会長 - 木村治美[14]、高橋史朗[9]

### 理事長
- 理事長 - 高橋史朗、浦山哲郎[9]

### 理事・監事
- 専務理事 - 大森弘（八洲学園大学客員教授）
- 常務理事 - 大江弘（PHP総合研究所教育研究部長）
- 理事 - 釜堀信雄（NPO法人地域創造ネットワーク・ジャパン理事）
- 理事 - 後藤素彦（日本青年会議所顧問）
- 理事 - 田島秀恭（田島教育グループ代表）
- 理事 - 永沼宏之（前埼玉県行田市議会議員）
- 理事 - 坂東弘康（ヒューマン・スキル・カレッジ代表取締役）
- 理事 - 福田一郎（東京女子大学名誉教授　親学会会長）
- 理事 - 堀昌浩（日本保育協会青年部部長）
- 理事 - 良本光明（事務局長）
- 監事 - 藏西東黄（白百合女子大学教授）
- 監事 - 鈴木省二（税理士）

### 顧問
- 中條高徳
- 松居和（音楽家・前埼玉県教育委員会委員長）
- 山田和子（日本保育協会女性部部長）
- 吉田敬岳（全日本私立幼稚園連合会会長）
- 櫻井よしこ
- 行徳哲男（日本BE研究所所長）

### 評議員
- 浦山哲郎（学校法人浦山学園理事長）
- 江口克彦
- 黒澤博道（財団法人富士社会教育センター参与）
- 本多均（株式会社ジャスト代表取締役）
- 丸山敏秋（社団法人倫理研究所理事長）
- 南修治（シンガーソングライター・心理カウンセラー）
- 森昭雄

### 特別委員
- 新井幸芳（青少年育成浦和高砂地区会会長）
- 有田秀穂
- 池川明（医療法人社団池川クリニック理事長）
- 石井公一郎
- 泉屋利郎（学校法人金沢工業大学理事長）
- 市田ひろみ
- 伊藤政倫（社団法人全国学習塾協会会長）
- 井上雅夫
- 上村和男（社団法人国民文化研究会理事長）
- 叡南覚範（毘沙門堂門跡）
- 大鹿良夫（日本保育協会埼玉県支部長）
- 岡本比呂志（社団法人埼玉県専修学校各種学校教育振興会会長）
- 岡本道雄
- 小川義男
- 長田安司（社会福祉法人同志舎共励保育園理事長）
- 長田百合子
- 小田村四郎
- 小原芳明
- 籠島延隆（サイデン化学株式会社代表取締役会長）
- 加藤十八（皇學館大学非常勤講師）
- 金井肇（教育研究家）
- 金子武男（前秩父市教育委員会委員長）
- 上寺久雄
- 原中勝征
- 北澤俊和（学生情報センターグループ代表）
- 北村泰章（教育者教育研究所所長）
- 久保井規文（全日本教職員連盟委員長）
- 久保田宏明（株式会社小学館集英社プロダクション教育顧問）
- 後藤素彦（特定非営利活動法人エコネットくまがや代表理事）
- 齋藤宥雄（埼玉道徳教育研究所所長）
- 佐藤健二（東京都教師会会長）
- 新堀通也
- 菅原久子（江戸川双葉幼稚園園長）
- 千玄室
- 高橋えみ子（メンタルクリニック赤とんぼ院長・親学会理事）
- 田口佳史（一般社団法人東洋と西洋の知の融合研究所理事長）
- 竹内克好（学校法人浦和富士学園理事）
- 田下昌明
- 田中橿子（株式会社登龍館代表取締役）
- ジョイス津野田幸子（聖徳大学教授・ハワイ大学コミュニティ・カレッジズ名誉総長）
- 角田忠信
- 中尾建三（社団法人全国教育問題協議会理事長）
- 中込三郎（全国専修学校各種学校総連合会会長）
- 西村佐二（聖徳大学児童学科教授）
- 西村倭子（社会福祉法人牧福祉会牧保育園園長）
- 野口芳宏
- 長谷川三千子
- 服部幸應
- 林道義
- 平原隆秀（社団法人全埼玉私立幼稚園連合会会長）
- 平山諭（倉敷市立短期大学教授）
- 別所文雄（杏林大学医学部小児科教授）
- 穂坂泰（公益社団法人日本青年会議所徳溢れる心醸成会議議長）
- 右田耕士（親学推進協会事務局経営支援専任）
- 水島総
- 村田昇
- 森隆夫
- 山中典士
- 山中祥弘（ハリウッド大学院大学学長）
- 山本豊（社団法人全国教育問題協議会常務理事）
- 横田綾子（サンバレー・インターナショナル・スクール幼稚部園長）

## 推進者・支持者
参政党の神谷宗幣代表は、吹田市議会議員時代に「親学」を推奨しており、教育問題に関する発言や政策提言の中で親学の導入を主張していた。また、橋下徹大阪府知事（当時）に対しても親学の推進を提案したが、「親学はよそでやって下さい」と断られたと述べている。

## 影響
大阪市における騒動
大阪市において大阪維新の会が、「家庭教育支援条例」案を提出した際に高橋の助言を受けて条文を検討、作成した事があった。この条例案は、医師や発達障害児の保護者から、内容が「学術的根拠がない」「偏見を増幅する」との批判を受け、維新の会代表である大阪市長橋下徹も、批判に同調しつつ条例案に否定的なコメントを述べたため、維新の会大阪市議団はいったん謝罪、その後、この条例案を撤回した。
埼玉県教育委員会への影響
埼玉県では、2017年に選ばれた教育委員5名のうち2名を「親学推進協会」関係者が占めた。

## 批判
- 東京新聞は、非科学的であり、障害者への差別・誤解を生むとする批判があると報じた[22]。また、親学を一つの思想的運動体と見るならば、親学の実践やプログラムは、ある意味で寄せ集めと指摘される[6]。
- 左巻健男は、親学の最大の問題点は「脳科学に基づいている」と称して次のような主張を行っている点にあると批判している。

（１）発達障害は親の養育の失敗で発生する障害である

（２）伝統的子育てにより発達障害は予防できる

これらの主張は、脳科学評論家の澤口俊之による「発達障害は後天的な要因で発現し、予防や治療が可能である」とする説に基づいているが、科学的根拠はなく、「発達障害は先天的な脳の特性によるものである」とする医学の標準的見解とは大きく異なる。このため、専門家からは明確に否定されている。

## 関連文献
- 『オカルト化する日本の教育：江戸しぐさと親学にひそむナショナリズム』原田実、筑摩書房、2018年6月。 - 親学の「科学的根拠」とされる脳科学や歴史観の虚構性、ナショナリズムとの結びつき、オカルト的要素を詳細に批判している[7][24][25][26]。
- 『学校に入り込むニセ科学』左巻健男、平凡社新書、2019年11月。 - 親学を「ニセ科学」として、EM菌・水からの伝言などと並べて批判し、教育現場への影響を問題視している[8][27]。
- 『カルト・オカルト 忍びよるトンデモの正体』左巻健男, 鈴木エイト, 藤倉善郎:編、あけび書房、2022年12月。 - 第3章「『伝統的子育て』で発達障害が治る？―親学のウソ（原田実）」